# Fionna and Cake
〈Fionna and Cake〉는 카툰 네트워크의 애니메이션 시리즈 《핀과 제이크의 어드벤처 타임》의 세 번째 시즌 아홉 번째 에피소드이다. 대한민국 방영 명칭은 〈피오나와 케이크〉이다. 이 에피소드는 애덤 무토와 리베카 슈거가 스토리보드 작가로 참여했으며 마크 뱅커, 켄트 오즈번, 패트릭 맥헤일, 펜들턴 워드가 각본을 담당했다. 이 편은 얼음 대왕이 핀과 제이크에게 둘의 성별이 여자로 뒤바뀐 이야기를 만들어 내 들려주는 스토리를 담고 있다. 얼음 대왕의 이야기 속에서 피오나는 검볼 왕자와 데이트를 즐기고, 사악한 얼음 여왕과 결투를 벌인다.
피오나와 케이크의 콘셉트는 캐릭터 디자이너이자 스토리보드 수정가인 나타샤 알레그리의 스케치에서 따왔다. 스케치가 마음에 든 펜들턴 워드는 실제 에피소드로 이야기를 만들기로 결정하였다. 이 에피소드는 331만 5천 명이 시청하여 역대 방영된 《어드벤처 타임》 에피소드 중 최고 시청자 수를 기록하고 있다. 또한 평론가들에게서 전반적으로 긍정적인 평가를 받았다. 이 에피소드의 속편인 〈Bad Little Boy〉와 〈The Prince Who Wanted Everything〉가 각각 다섯 번째 시즌과 여섯 번째 시즌에 방영되기도 하였다. 작품 종영 이후인 2023년에는 스핀오프 시리즈인 《어드벤처 타임: 피오나  케이크》가 공개되었다.

## 줄거리
피오나와 케이크는 검볼 왕자가 여는 검볼 무도회 장식을 돕게 되고, 검볼은 피오나에게 그날 밤 같이 무도회에 참석하자고 말한다. 그러던 와중 얼음 여왕이 들이닥치고 검볼 왕자를 납치해가자 피오나와 케이크는 검볼을 구한다. 얼음 여왕은 어디론가 사라지고, 검볼 왕자는 피오나에게 나중에 ‘함께 바람 쐬러’ 가자고 부탁한다. 나무집으로 돌아온 둘은 검볼이 한 말이 데이트 신청이었는지 아닌지 의논하게 된다. 데이트라고 결론을 내린 케이크는 피오나를 도와주러 따라가게 된다. 왕국 정원에서 둘은 검볼과 흑백콘 경을 만난다. 함께 흑백콘 경을 타고 하늘로 올라간 뒤 검볼은 피오나에게 세레나데인 〈Oh, Fionna〉을 부르며 고백을 한다.
그 뒤 피오나와 케이크는 무도회장에 도착하고, 검볼은 자신의 침실로 피오나를 부른 뒤 문을 걸어 잠근다. 피오나는 천장에서 물기가 떨어지는 것을 느껴 위를 쳐다보고, 검볼 왕자가 고드름 속에 갇혀 있는 것을 발견한다. 방으로 피오나를 부른 검볼은 사실 얼음 여왕이었고, 얼음 여왕은 피오나를 공격한다. 피오나는 검볼에게서 받은 크리스털 검을 꺼내지만, 이 또한 얼음 여왕의 속임수였고 피오나의 손이 얼음에 묶이게 된다. 피오나는 손을 묶은 얼음 덩어리를 이용해 검볼을 구해내고, 피오나는 얼음 여왕의 왕관을 친 후 그녀의 힘을 빼앗는다. 감동한 진짜 검볼 왕자는 피오나에게 데이트를 신청하지만, 피오나는 더 이상 남자 친구는 필요 없다면서 거절한다.
에피소드 마지막에는 이 이야기가 결국 얼음 대왕이 핀과 제이크를 붙잡아다 들려주는 팬 픽션이라는 사실이 밝혀진다. 얼음 대왕은 이야기가 어땠냐고 핀에게 묻고, 핀이 망설이자 얼음 마법으로 위협을 해 억지로 좋다는 대답을 받아낸다.

## 등장인물

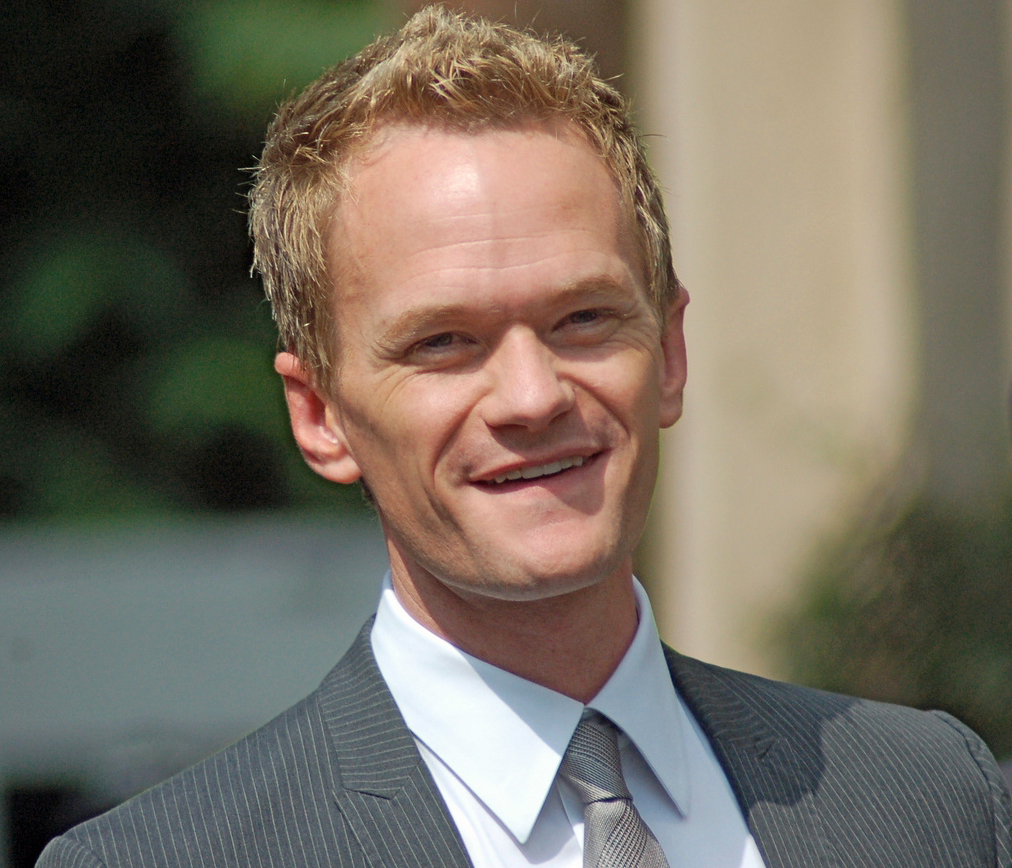
검볼 왕자의 목소리를 맡은 닐 패트릭 해리스.

〈Fionna and Cake〉는 우 랜드의 시민들의 성이 뒤바뀐 세계를 다루고 있다. 주요 등장인물은 다음과 같다.
- 피오나(Fionna, 성우: 매들린 마틴[2]) – 핀의 성이 뒤바뀐 모습으로, 용감하고 모험을 즐기지만 한편으로는 로맨스와 관련된 문제에 대해 고민을 하는 소녀이다.[3][4]
- 케이크(Cake, 성우: 로즈 라이언[2]) – 제이크의 성이 뒤바뀐 모습이며, 개인 제이크 대신 고양이이다. 활기차면서도 빈정대지만 피오나의 베스트 프렌드이다.[3] 제이크와 마찬가지로 몸을 자유자재로 늘이거나 변형시킬 수 있다.[4]
- 검볼 왕자(Prince Gumball 프린스 검볼[*], 성우: 닐 패트릭 해리스[5]) – 버블검 공주의 성이 뒤바뀐 모습이다. 얼음 여왕에 의해 자주 납치당하며, 피오나에게 약간의 호감을 갖고 있다.[4][6]
- 얼음 여왕(Ice Queen 아이스 퀸[*], 성우: 그레이 딜라일[7]) – 얼음 대왕의 성이 뒤바뀐 모습으로, 얼음 대왕과 마찬가지로 배우자를 찾기 위해 남자들을 자주 납치한다.[4][8]
- 흑백콘 경(Lord Monochromicorn 로드 모노크로미콘[*]) – 무지개콘의 성이 뒤바뀐 모습으로, 한국어를 말하는 무지개콘과는 달리 모스 부호를 이용하여 대화한다.[4][8][9] 케이크와는 서로 사귀는 사이이다.[4][8]

## 제작
〈Fionna and Cake〉는 애덤 무토와 리베카 슈거가 스토리보드 작가로 참여했으며 마크 뱅커, 켄트 오즈번, 패트릭 맥헤일, 펜들턴 워드가 각본을 담당했다. 감독은 래리 레이클리터이다. 에피소드의 첫 시작은 캐릭터 디자이너이자 스토리보드 수정가인 나타샤 알레그리가 쉬는 시간에 인터넷 상에 올린 그림에서 비롯되었다. 알레그리가 장난삼아 만든 그림은 후에 제작진들에 의해 실제 에피소드로 만들어졌다. 알레그리는 기존에 펜들턴 워드가 부른 주제곡을 직접 불러 새로 만들기도 하였다. 리베카 슈거는 에피소드에 “당신의 심장을 조이게 만들 완전히 터무니 없을 만한 것을 넣었다.”라고 밝혔다.
슈거와 무토는 초기에 만든 개요와는 다른 방식으로 이야기를 구성하였다. 첫 제작 당시에는 얼음 여왕과 무도회장, 크리스털 검과 같은 것들이 등장하지 않았다. 제작 중간에는 검볼과 피오나가 함께 모험을 떠나는 것이 아니라 식당에 데이트를 가는 이야기가 포함되어 있었다. 슈거는 마르셀린의 남성 버전인 마셜 리(Marshall Lee)의 대사를 일부 만들었지만, 최종 결과물에서는 삭제되었다. 슈거는 워드에게 마셜 리가 어떤 식으로든 등장하도록 부탁을 했지만, 결국 대사 없는 카메오로 등장하는데 그쳤다. 또한 슈거는 원래 마셜 리의 성우로 단테 바스코가 맡기를 원했다고 밝혔다. 하지만 다섯 번째 시즌 〈Bad Little Boy〉에서 마셜 리의 성우는 도날드 글로버가 맡게 된다.
검볼 왕자의 성우인 닐 패트릭 해리스는 슈거가 그 역할에 적격이라고 맨 처음 생각한 인물이었다. 그 이유로 슈거는 자신의 남동생인 스티븐(Steven)이 《배트맨 더 브레이브》에서 해리스가 맡은 악당인 뮤직 마이스터(Music Meister)에 푹 빠져 있었기 때문이라고 설명했다. 슈거는 노래 〈Oh Fionna〉가 등장한 장면이 영화 《알라딘》의 곡 〈A Whole New World〉와 《젤다의 전설: 무주라의 가면》의 로마니 목장의 장면의 설정을 섞은 것이라고 밝혔다.

## 평가
〈Fionna and Cake〉는 2011년 9월 5일 카툰 네트워크에서 방영되었다. 331만 5천 명이 시청하였고, 모든 남자 어린이 층에서의 시청률 상승을 보였다. 또한 지난해 시청자 수와 비교하여 42%의 증가를 보였고, 지금까지 방영된 《어드벤처 타임》의 에피소드 중 가장 높은 시청자 수를 기록하고 있다.
《DVD 토크》의 타일러 포스터(Tyler Foster)는 에피소드의 유머와 창의력을 칭찬했으며, 소녀들에게 전하는 짧은 교훈도 마음에 든다고 밝혔다. 특히 노래 〈Oh Fionna〉는 훌륭했다고 말했다. 《디 어스틴 크로니클》의 리처드 휘터커(Richard Whittaker)는 “사춘기의 철없는 소년인 핀을 말괄량이 피오나로 재탄생시킨 것은 작품의 보편성을 활용하였고, 이는 시청자들에 대한 존중을 보인 것이다.”라고 말했다. 그리고 ‘강하지만 감정적으로는 약한’ 케이크가 제이크의 여성화 버전으로 잘 묘사되었다고 밝혔다.
《디 A.V. 클럽》의 올리버 사바(Oliver Sava)는 피오나와 케이크가 《어드벤처 타임》 유행의 가장 매력적인 요소라고 밝혔다. 그는 〈Fionna and Cake〉가 밝은 애니메이션, 잘 짜여진 줄거리와 음악, 판타지 액션과 코미디, 마지막으로 인물 중심의 한 사건을 잘 섞은 《어드벤처 타임》의 초기 에피소드를 보는 것 같다고 언급했다. 결과적으로 “〈Fionna and Cake〉가 작품 전체를 훌륭하게 만드는 요소를 모두 갖추었다”라고 칭찬했다. 사바는 다른 기사에서 이 에피소드를 《어드벤처 타임》의 최고의 에피소드 10개 중 하나로 뽑기도 하였다.
방영 이후 〈Fionna and Cake〉는 작품의 팬덤을 형성하는데도 도움을 주었다. 사바는 피오나와 케이크가 일회성 등장인물이지만, 여전히 시리즈 최고의 등장인물에 꼽힌다고 언급하였다. 《엔터테인먼트 이그재미너》(Entertainment Examiner)에 따르면 팬들의 상당수가 성이 뒤바뀐 등장인물에 호감을 갖고 있고, 다른 에피소드에 다시 출연하기를 원하는 것으로 조사되었다.